# 473 Nolli
473 Nolli eller 1901 GC är en asteroid i huvudbältet, som upptäcktes 13 februari 1901 av den tyske astronomen Max Wolf. Den är uppkallad efter smeknamnet på en vän till upptäckaren.
Asteroiden har en diameter på ungefär 12 kilometer och den tillhör asteroidgruppen Eunomia.